# Seán Ó Riada

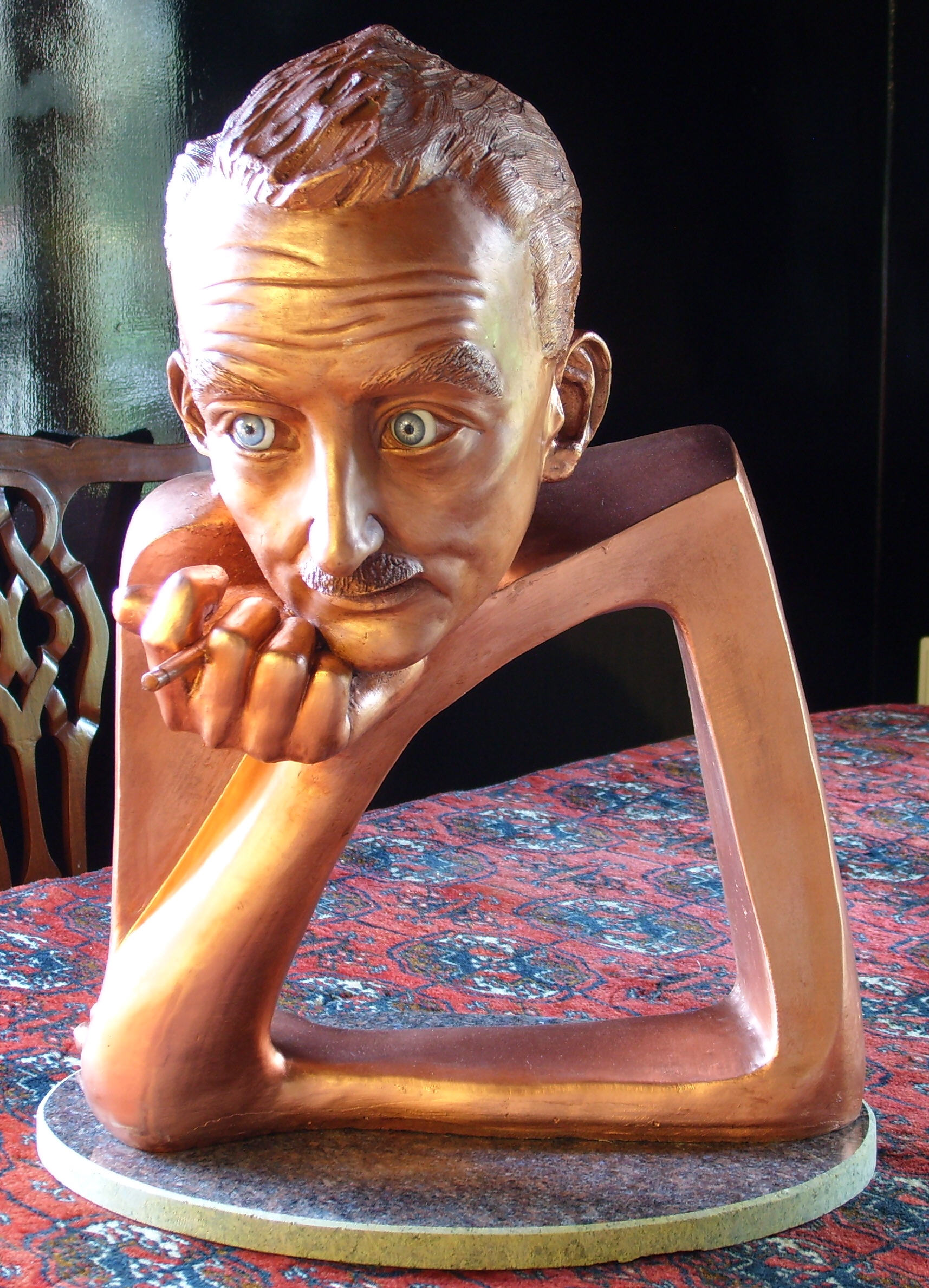
Beeldje van Seán Ó Riada

Seán Ó Riada (eigenlijk: John Reidy) (Adare, 1 augustus 1931 - Londen, 3 oktober 1971) was een Ierse componist, muziekpedagoog en muzikant en vanaf 1961 leider van de traditionele groep Ceoltóirí Chualann. 

## Levensloop
Ó Riada studeerde muziek aan het University College Cork onder andere bij Aloys Fleischmann en behaalde zijn Bachelor of Music in 1952. Vervolgens was hij assistent muziek-directeur van Radio Telefís Éireann, de nationale omroep en televisie, in de jaren 1954 en 1955. Van 1955 tot 1962 werd hij directeur van het Abbey Theatre in Dublin. Van 1963 tot aan zijn overlijden in 1971 doceerde hij muziek aan zijn Alma Mater, het University College Cork (UCC). 
Hij speelde viool en bodhrán. De meeste leden van de groep Ceoltóirí Chualann vormden later de befaamde folkgroep The Chieftains.
Hoewel hij het best bekend is voor zijn traditionele Ierse muziek, schreef hij een aantal van originele composities in die hij moderne compositie-technieken verwerkte. Daaronder bevindt zich een serie van orkestwerken met de Griekse titel Nomos, die tussen 1957 en 1966 geschreven zijn. Verder de Pastoral elegy, The Bank of Sullane (1956) en de Vier Hölderlin liederen (1956). Hij schreef verder muziek voor verschillende films, onder andere Mise Éire en Saoirse.

## Composities

### Werken voor orkest
- 1955 Overture Olynthiac, voor orkest
- 1956 The Banks of Sullane, voor orkest
- 1957 Hercules Dux Ferrariae: Nomos No. 1, voor strijkorkest
- 1958 Nomos No. 4, voor piano en orkest
- 1958 Incidental Music (For the Opening of the "Radio Éireann" Studio in Cork), voor orkest
- 1959 Seoladh na nGamhan, feestelijke ouverture voor orkest
- 1966 Nomos No. 6, voor orkest
- Pastoral elegy

### Werken voor harmonieorkest
- 1968 Ceol Máirseála i gcóir Socraide, voor harmonieorkest

### Werken voor koren
- 1958 Five Epigrams from the Greek Anthology, voor gemengd koor, dwarsfluit en klavecimbel
- 1958 Five Epigrams from the Greek Anthology, voor gemengd koor, dwarsfluit en gitaar
- 1962 Ceathramhaintí Éagsamhla, voor gemengd koor
- 1968 Ceol an Aifrinn, voor unisono koor en orgel
- 1970 Aifreann 2, voor unisono koor en piano

### Vocale muziek
- 1954 Three Poems by Thomas Kinsella, voor middenstem en piano
- 1957-1963 Nomos No. 2, voor bariton, gemengd koor en orkest
- 1959 The Lords and the Bards, voor sprekers, sopraan, alt, tenor, bas, gemengd koor en orkest
- 1964 Vier Hölderlin liederen, voor zangstem en piano
- 1965 Hill Field, voor middenstem en piano
- 1966 Sekundenzieger, voor middenstem en piano
- 1968 Lovers on Aran, voor middenstem en piano - tekst: Seamus Heaney